# Polissia
Polisse (prt/bra: Polissia) é um filme de drama francês de 2011, dirigido e escrito por Maïwenn. 
Estrelado por Joeystarr, Karin Viard, Marina Foïs, Nicolas Duvauchelle, Emmanuelle Bercot e Riccardo Scamarcio, venceu o Prêmio do Júri do Festival de Cannes.

## Elenco
- Karin Viard - Nadine
- Marina Foïs - Iris
- JoeyStarr - Fred
- Nicolas Duvauchelle - Mathieu
- Maïwenn - Mélissa
- Karole Rocher - Chrys
- Emmanuelle Bercot - Sue Ellen
- Frédéric Pierrot - Balloo
- Arnaud Henriet - Bamako
- Naidra Ayadi - Nora
- Jérémie Elkaïm - Gabriel
- Wladimir Yordanoff - Beauchard
- Riccardo Scamarcio - Francesco